# BRD - Groupe Société générale
Pour les articles homonymes, voir BRD.
BRD - Groupe Société générale est une banque roumaine, filiale du groupe bancaire français Société générale.

## Histoire
La Société nationale de crédit industriel (en roumain : Societatea Naţională de Credit Industrial), ancêtre de la BRD - Groupe Société générale, a été créée en 1923 comme établissement public dont l'État détenait 20 % du capital social et la Banque nationale de Roumanie, 30 %. Le reste du capital était détenu par des personnes privées, dont un groupe d'anciens directeurs de la Marmorosch, Blank & Co., première banque moderne de Roumanie. La mission de ce nouvel établissement était de financer les premières étapes du développement du secteur industriel en Roumanie.
Au lendemain de la Seconde Guerre mondiale, la Société nationale de crédit industriel est nationalisée et devient la Banque de crédit pour investissements (en roumain : Banca de Credit pentru Investitii). En 1958, après la réorganisation du système financier, celle-ci obtient le monopole en Roumanie pour le financement à long et moyen terme de tous les secteurs industriels à l'exception de l'agriculture et de l'industrie alimentaire. Elle reçoit un nouveau nom, devenant la Banque d'investissement (en roumain : Banca de Investitii). Durant cette période, la plupart des financements par la Banque mondiale sont passés par la Banque d'investissement.
En 1990, le monopole dont bénéficiaient les banques spécialisées dans leurs domaines d'activité a pris fin. La Banque roumaine pour le développement (en roumain : Banca Română pentru Dezvoltare) a été créée comme banque commerciale et a repris les actifs et les passifs de la Banque d'investissement.
Décembre 1998 a été le moment de la signature d'un accord entre la Société générale et le Fonds de la propriété de l'État (organisme qui gérait les participations de l'État), en vertu duquel la Société générale souscrivait une augmentation du capital social de 20 % et rachetait des actions lui permettant de détenir 51 % du capital de la Banque roumaine pour le développement après augmentation.
En 2001, la Banque roumaine pour le développement est cotée à la Bourse des Valeurs de Bucarest, à la première catégorie, et devient rapidement l'un des titres les plus négociés. En 2003, la Banque roumaine pour le développement prend le nom de BRD - Groupe Société générale, à la suite d'une campagne de changement d'image. En 2004, la Société générale rachète le reste des actions détenues par l'État roumain.
La BRD Groupe Société Générale est actuellement la troisième plus grande banque en Roumanie, avec un réseau de 450 agences. Le siège social se trouve dans l'une des plus grandes tours du pays, au nord de Bucarest, à la place de la Victoire.
Depuis le 1er décembre 2016, son directeur est François Bloch, qui a succédé à Philippe-Charles Lhotte.